# John Essien
Pour les articles homonymes, voir Essien.
John Essien est un footballeur international ghanéen des années 1980. Il a remporté la CAN 1982 avec l'équipe du Ghana. 

## Buts en sélection
| Buts en sélection de John Essien | Buts en sélection de John Essien | Buts en sélection de John Essien | Buts en sélection de John Essien | Buts en sélection de John Essien | Buts en sélection de John Essien | Buts en sélection de John Essien |
|                                  | Date                             | Lieu                             | Adversaire                       | Score                            | Résultat                         | Compétition                      |
| -------------------------------- | -------------------------------- | -------------------------------- | -------------------------------- | -------------------------------- | -------------------------------- | -------------------------------- |
| 1.                               | 12 mars 1982                     | Tripoli (Libye)                  | Tunisie                          | 1-0 (1 but à 28e)                | 1-0                              | CAN 1982 (1er tour)              |